# Angel (låt av Mika Newton)

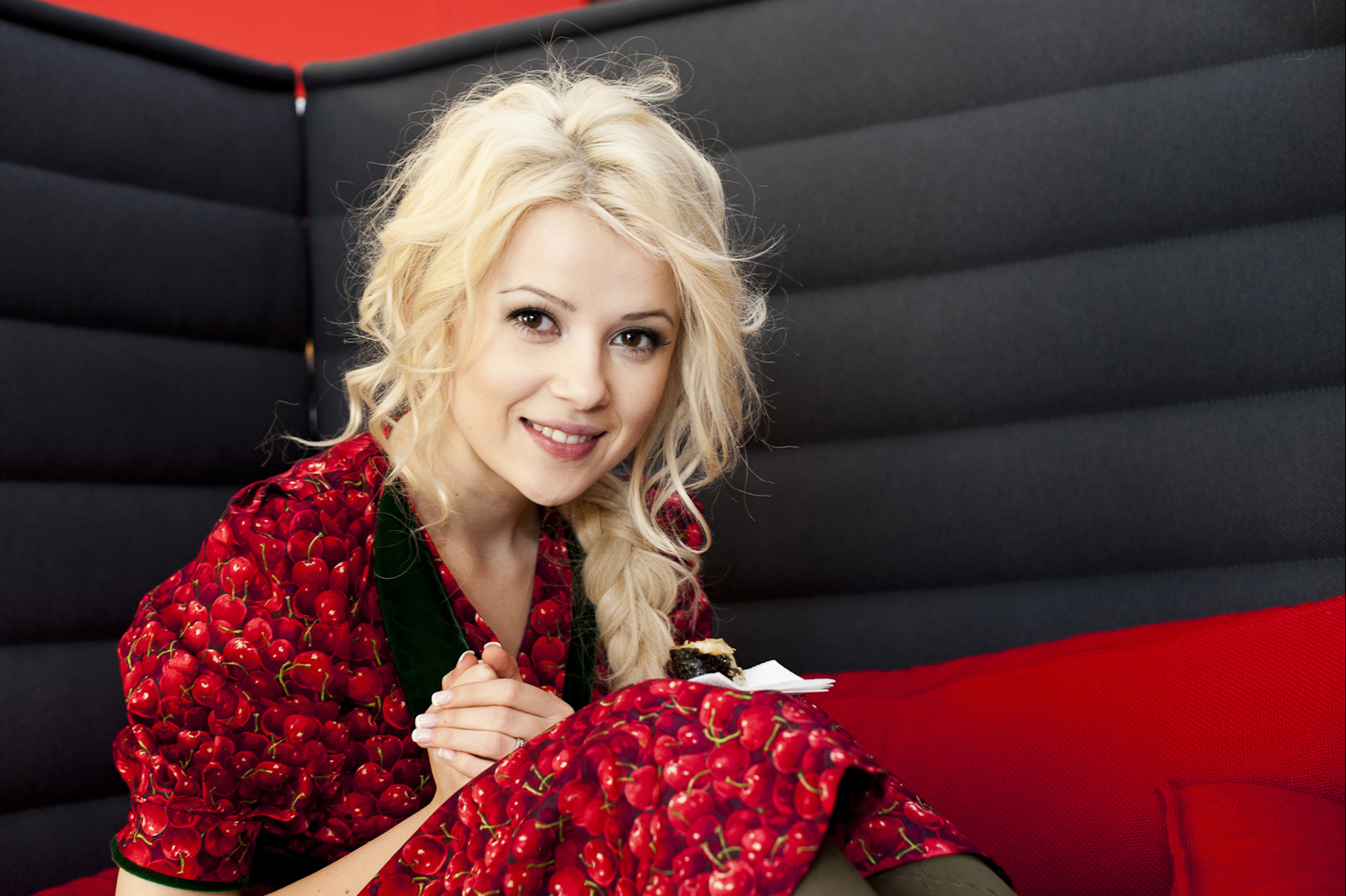
Mika Mewton

"Angel" (svenska: Ängel) är en låt framförd av den ukrainska sångerskan Mika Newton. Låten representerade Ukraina vid Eurovision Song Contest 2011 i Düsseldorf efter att Newton vunnit Ukrainas uttagning till Eurovision Song Contest 2011 med låten.
Efter nya skandaler i Ukraina, som innefattade en planerad ny nationell final, valdes slutligen Newton att representera Ukraina, men det var okänt med vilket bidrag. Efter protester mot att Newton ville byta bidrag behölls "Angel" som Ukrainas bidrag till Eurovision Song Contest 2011.
I Eurovision slutade låten på en fjärde plats.

## Listplacering
| Lista             | Topplacering |
| ----------------- | ------------ |
| Ryssland (Tophit) | 194          |